# Portada/article gener 11

## Hidrogen
L'hidrogen és un element químic de símbol H i nombre atòmic 1. Té un pes atòmic mitjà de 1,00794 uma, la qual cosa el converteix en l'element més lleuger en forma monoatòmica (H1). A més, és la substància química més abundant: constitueix aproximadament el 75% de la massa bariònica de l'univers. Les estrelles no romanents estan compostes principalment d'hidrogen en el seu estat de plasma. En condicions estàndard de temperatura i pressió, l'hidrogen és incolor, inodor, insípid, no tòxic, no metàl·lic, i altament combustible; pren la forma d'un gas diatòmic de fórmula molecular H
2.